# Salyu
Salyu(사류 또는 사류우, 1980년 10월 13일 ~)는 일본의 가수이다. 가나가와현 요코하마시 고호쿠구 출신.
예명인 Salyu는 '건배' 또는 '친한 사이에서의 인사말'을 의미하는 프랑스어 단어 salut에서 유래했으며, 음악 프로듀서 고바야시 다케시에 의해 지어졌다.

## 내력

### 데뷔 이전
어린 시절 피아노를 배우면서 처음으로 음악에 입문하였으며, 초등학교 시절 폐렴으로 병원에 입원하게 되었을 때 수영이나 노래를 하면 좋다는 의사의 말을 듣고 퇴원 이후 크라운 소녀 합창단에 입단하면서 노래를 부르기 시작했다.
1998년 고등학생 시절에는 친구의 밴드 공연을 본 것을 계기로 가수가 되기로 결심하여 여러 잡지사에서 주최하는 오디션에 참가하게 되는데, 이 과정에서 아키모토 야스시가 심사위원을 맡은 오디션에 참가하기도 했으나 심사 과정에서 탈락하였다. 그러던 중 소니 뮤직의 SD오디션에 참가하였고, 같은 회사의 가수 양성 기관에 다니면서 음악적인 기술을 익혔다. 이 시기에 촬영한 데모 비디오를 본 고바야시 다케시가 그녀를 프로듀싱하기로 결정하며 가수로서 데뷔하게 되었다.

### 데뷔 이후
당시 고바야시 다케시와 친한 사이였던 영화 감독 이와이 슌지가 차기작 릴리 슈슈의 모든 것을 기획하며 OST 작업에 참여할 가수를 찾고 있었기 때문에 2000년 4월, 'Lily Chou-Chou' 명의로 처음 데뷔했다. Lily Chou-Chou로서의 활동을 끝낸 후에는 학업과 도쿄 도 내 라이브 하우스에서의 공연을 중심으로 한 음악 활동을 병행하였다.
2004년 4월에는 힙합 그룹 립 슬라임의 멤버 Ilmari와 함께 Ilmari×Salyu 명의로 된 싱글 《VALON》을 발표하였고, 2개월 후인 6월에는 토이즈팩토리를 통해 싱글 《VALON-1》을 발표하며 솔로로 정식 데뷔했다.
2005년 6월에는 첫 솔로 앨범 《landmark》를 발표하였다. 같은 해에는 다른 3장의 싱글을 발표했고 'ROCK IN JAPAN FESTIVAL'과 'ap bank fes'05'을 시작으로 수많은 음악 축제에 적극적으로 참여했다. 또한 작년에 발표한 곡 <Dialogue(다이얼로그)>의 뮤직 비디오가 'SPACE SHOWER Music Video Awards 05'의 BEST NEW ARTIST VIDEO 부문에서 수상하여 음악계에 이름을 더욱 널리 알리게 되었다.
2006년 4월에는 히토토 요가 작사에 참여한 싱글 《Tower》을 발표하였다. 7 월에는 뱅크 밴드와 함께 'Bank Band with Salyu'로서 발표한 싱글 《to U》가 각 TV 프로그램과 잡지에 거론되기도 하면서 50만 장 이상의 좋은 매출 성적을 거두었다. 이후 발표한 싱글 《name》, 《플랫폼》은 오리콘 차트 톱 20 안에 진입했고, 특히 《플랫폼》은 당시 자신의 싱글 작품으로서는 최대의 매출을 기록한다. 같은 해에는 전년에 이어 ap bank fes'06과 COUNTDOWN JAPAN 06/07 등 다양한 공연 이벤트에도 등장했다.
2007년 1월에는 2집 앨범 《TERMINAL》을 발표했다. 이 앨범은 2007년 1월 29 일 오리콘 위클리 차트에서 첫등장 2위를 가록하면서 당시 자신의 전체 작품 중 최고 성적을 기록한 작품으로 남았고, 이를 통해 2007년 2월에는 《TERMINAL》이 자신의 작품으로서는 처음으로 일본 레코드 협회로부터 골드 디스크를 인정받았다. 이 해에는 데뷔 초부터 함께 작업해 온 고바야시 다케시가 아닌, 와타나베 젠타로의 프로듀싱 체제 아래서 본격적으로 작사 과정에 참여한 싱글 2장과 첫 뮤직비디오 모음집 DVD를 발표했다.
2008년 11월에 첫 번째 베스트 음반 《Markmal》을 발매했으며. 2009년 2월부터 4월까지 베스트 음반 발매를 기념해 전국 투어 《Salyu Tour 2009 Merkmal》를 실시했다. 특히 첫날인 2월 10일 공연은 자신의 단독 공연으론 처음인 일본 무도관에서 펄쳐졌다.
같은 해 2월 11일에는 다시 고바야시 다케시와 팀을 이룬 첫 더블 타이틀 싱글 《코루테오: 교레츠 / HALFWAY》를 발매해 싱글로는 처음으로 오리콘 10위권에 진입했다.
2011년 4월, 뮤지션이자 음악 프로듀서로 유명한 코넬리우스의 프로듀싱 하에 솔로 프로젝트인 '사류 바이 사류(salyu x salyu)' 명의로 첫 앨범인 《s(o)un(d)beams》를 발매하였다.

## 음반 목록

### 싱글
Salyu 명의 싱글
|    | 발매일           | 제목                                                                     | 최고순위 | 수록 음반             |
| -- | ---------------- | ------------------------------------------------------------------------ | -------- | --------------------- |
| 1  | 2004년 6월 23일  | VALON-1                                                                  | 34       | landmark              |
| 2  | 2004년 10월 27일 | Dialogue                                                                 | 74       | landmark              |
| 3  | 2005년 3월 24일  | Peaty                                                                    | 92       | landmark              |
| 4  | 2005년 5월 11일  | 스이세이 (彗星 혜성[*])                                                  | 54       | landmark              |
| 5  | 2005년 10월 26일 | 가제니 노루 후네 (風に乗る船 바람을 타는 배[*])                          | 29       | TERMINAL              |
| 6  | 2006년 4월 5일   | Tower                                                                    | 33       | TERMINAL              |
| 7  | 2006년 9월 6일   | name                                                                     | 15       | TERMINAL              |
| 8  | 2006년 11월 1일  | 플랫폼 (プラットホーム)                                                  | 16       | TERMINAL              |
| 9  | 2007년 10월 17일 | LIBERTY                                                                  | 14       | MAIDEN YOYAGE         |
| 10 | 2007년 11월 28일 | iris ~시아와세노 하코~ (iris ~しあわせの箱 행복의 상자~[*])              | 26       | MAIDEN YOYAGE         |
| 11 | 2009년 2월 11일  | 코루테오 ~교레츠~ / HALFWAY (コルテオ ~行列~ 코루테오 ~행렬~[*]/HALFWAY) | 10       | MAIDEN YOYAGE         |
| 12 | 2009년 8월 19일  | EXTENSION                                                                | 21       | MAIDEN YOYAGE         |
| 13 | 2010년 3월 10일  | 아따라시이 YES (新しいYES 새로운 YES[*])                                 | 14       | MAIDEN YOYAGE         |
| 14 | 2010년 8월 26일  | LIFE                                                                     | 21       | Photogenic            |
| 15 | 2011년 7월 13일  | 아오조라/magic (青空/magic 푸른 하늘/magic[*])                           | 16       | Photogenic            |
| 16 | 2012년 2월 1일   | Lighthouse                                                               | 19       | Photogenic            |
| 17 | 2014년 2월 26일  | 아이니유케루/라인 (アイニユケル/ライン 만나러 갈 수 있다/선[*])          | 42       | Android & Human Being |

salyu × salyu 명의 싱글
|   | 발매일           | 제목                                                                | 최고 순위 |
| - | ---------------- | ------------------------------------------------------------------- | --------- |
| 1 | 2011년8월 10일   | 하나시타이 아나타토 (話したいあなたと 이야기 나누고 싶은 당신과[*]) |           |
| 2 | 2013년 1월 23일  | 카라-마짓쿠 (カラーマジック 컬러 매직[*])                           |           |
| 3 | 2013년 11월 27일 | 지분가이나이 (じぶんがいない 내가 없다[*])                          |           |

### 앨범
Salyu 명의 앨범
|        | 발매일           | 제목                  | 최고순위 | 인정 |
| ------ | ---------------- | --------------------- | -------- | ---- |
| 1      | 2005년 6월 15일  | landmark              | 22       | ─    |
| 2      | 2007년 1월 17일  | TERMINAL              | 2        | 골드 |
| 베스트 | 2008년 11월 26일 | Merkmal               | 13       | ─    |
| 3      | 2010년 3월 24일  | MAIDEN VOYAGE         | 7        | ─    |
| 4      | 2012년 2월 15일  | Photogenic            | 6        | ─    |
| 5      | 2015년 4월 22일  | Android & Human Being | 14       | ─    |

salyu x salyu 명의 앨범
|   | 발매일          | 제목           | 최고 순위 | 인정 |
| - | --------------- | -------------- | --------- | ---- |
| 1 | 2011년 4월 13일 | s(o)un(d)beams |           | ─    |